# Micrathyria pseudeximia
Micrathyria pseudeximia – gatunek ważki z rodziny ważkowatych (Libellulidae).